# Yacine Messaoudi
Yacine Messaoudi (født 16. september 1981) er en håndboldtræner fra Frankrig, der til daglig er cheftræner for den franske ligaklub Paris 92. Han har tidligere været hos  Chartres Métropole handball og været cheftræner for Metz Handball's U/19-hold.